# 艾伯特·格拉德斯通

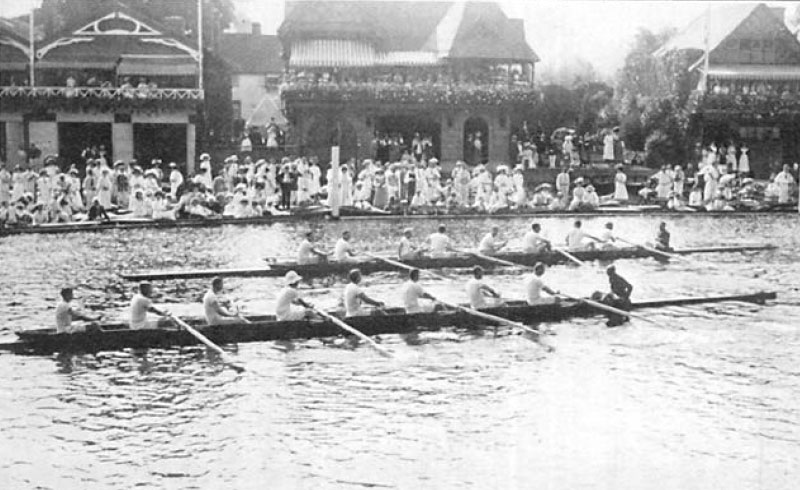
1908年夏季奥林匹克运动会赛艇比赛

艾伯特·格拉德斯通（英語：Albert Gladstone，1886年10月28日—1967年3月2日），英国男子赛艇运动员。他曾代表英国参加1908年夏季奥林匹克运动会赛艇比赛，获得男子八人单桨有舵手金牌。